# Albert Gathemann
Albert Gathemann, né le 2 novembre 2001 à Weimar, est un coureur cycliste allemand.

## Biographie
Albert Gathemann est né en novembre 2001 à Weimar, en Thuringe. Il passe toutefois la majorité de son enfance à Berlin, où ses parents se sont installés. Durant son enfance, il pratique d'abord la natation. Il prend finalement sa première licence dans un club cycliste de la capitale en 2014, alors qu'il est âgé de treize ans,. 
Chez les juniors, il s'impose à neuf reprises dans des courses allemandes. En 2018, il obtient son premier résultat notable au niveau international en finissant quatrième de l'étape inaugurale du Tour du Valromey. Il est aussi sélectionné en équipe nationale d'Allemagne juniors en 2019. L'année suivante, il intègre l'équipe continentale LKT Brandenburg pour ses débuts espoirs. Il rejoint ensuite la formation P&S Benotti en 2023, après deux saisons passées chez Dauner D&DQ-Akkon. Sous ses nouvelles couleurs, il termine neuvième du Mémorial Andrzej Trochanowski, ou encore dixième d'une étape du Dookoła Mazowsza. 
En 2024, il remporte la seconde étape d'In the footsteps of the Romans. Il s'agit de sa première victoire acquise sur une compétition inscrite au calendrier de l'UCI Europe Tour. La même année, il se classe deuxième de la dernière étape de l'Istrian Spring Trophy .

## Palmarès et résultats

### Palmarès par année
- 2024
  - 2e étape d'In the footsteps of the Romans

### Classements mondiaux
| Année                                 | 2023  | 2024  |
| ------------------------------------- | ----- | ----- |
| Classement mondial                    | 3009e | 2181e |
| UCI Europe Tour                       | 1610e | nc    |
|                                       |       |       |
| Légende : nc = non classéSource : UCI |       |       |